# Булатово (Козельський район)
Булатово (рос. Булатово) — село в Козельському районі Калузької області Російської Федерації.
Населення становить 41 особу. Входить до складу муніципального утворення Село Волконське.

## Історія
Від 2004 року входить до складу муніципального утворення Село Волконське.

## Населення
| 2002 | 2010 |
| ---- | ---- |
| 59   | ↘41  |